# Miércoles de Ceniza

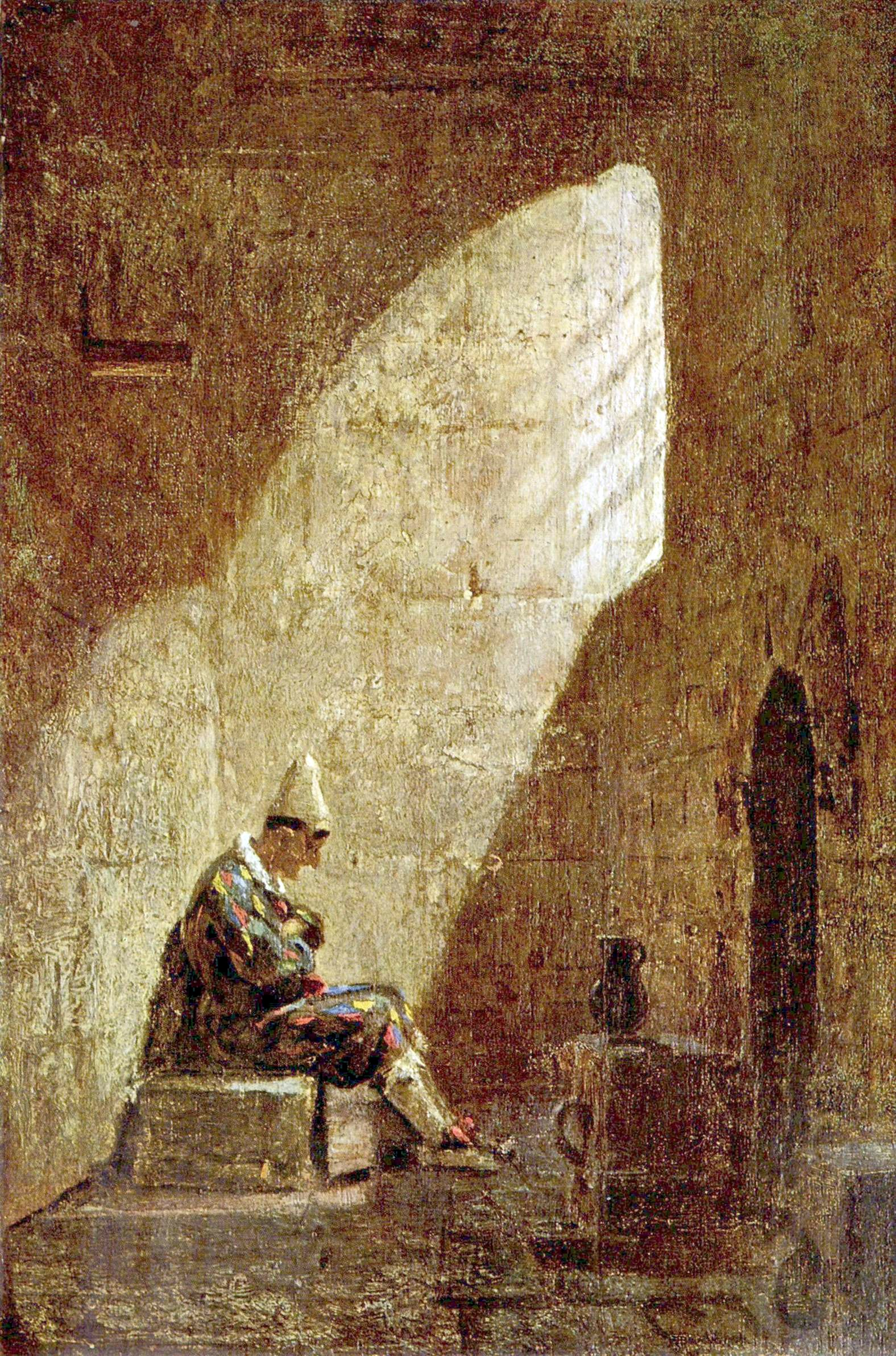
Miércoles de Ceniza de Carl Spitzweg.

El Miércoles de Ceniza es un día santo cristiano de  oración y ayuno. Está precedido por el Martes de Carnaval y es el primer día de Cuaresma, el periodo de seis semanas de penitencia antes de Pascua. Es el primer día de la Cuaresma en los calendarios litúrgicos católico y anglicano, así como en el de diversas denominaciones como la luterana, metodista, presbiterana y algunas bautistas.
Se celebra cuarenta días antes del Jueves Santo, inicio del triduo pascual. La ceniza, cuya imposición constituye el rito característico de esta celebración litúrgica, se obtiene de la incineración de los ramos bendecidos en el Domingo de Ramos del año litúrgico anterior.
El Miércoles de Ceniza es una celebración litúrgica móvil, ya que tiene lugar en diferente fecha cada año, siempre relacionada con la también móvil celebración de la Pascua. Puede acontecer entre el 4 de febrero y el 10 de marzo.

## Origen
En el siglo IV se fijó la duración de la Cuaresma en cuarenta días, esta comenzaba seis semanas antes de la Pascua —para calcular la fecha de la Pascua se usaba el Computus— en domingo, el llamado domingo de "Cuaresma". Pero en los siglos VI-VII cobró gran importancia el ayuno como práctica cuaresmal. Sin embargo, surgió un inconveniente: desde los orígenes de la liturgia cristiana nunca se ayunó en día domingo por ser "día de fiesta", la celebración del día del Señor. Entonces, se movió el comienzo de la Cuaresma al miércoles previo al primer sábado del mes.

## Santa Misa, bendición e imposición de la ceniza

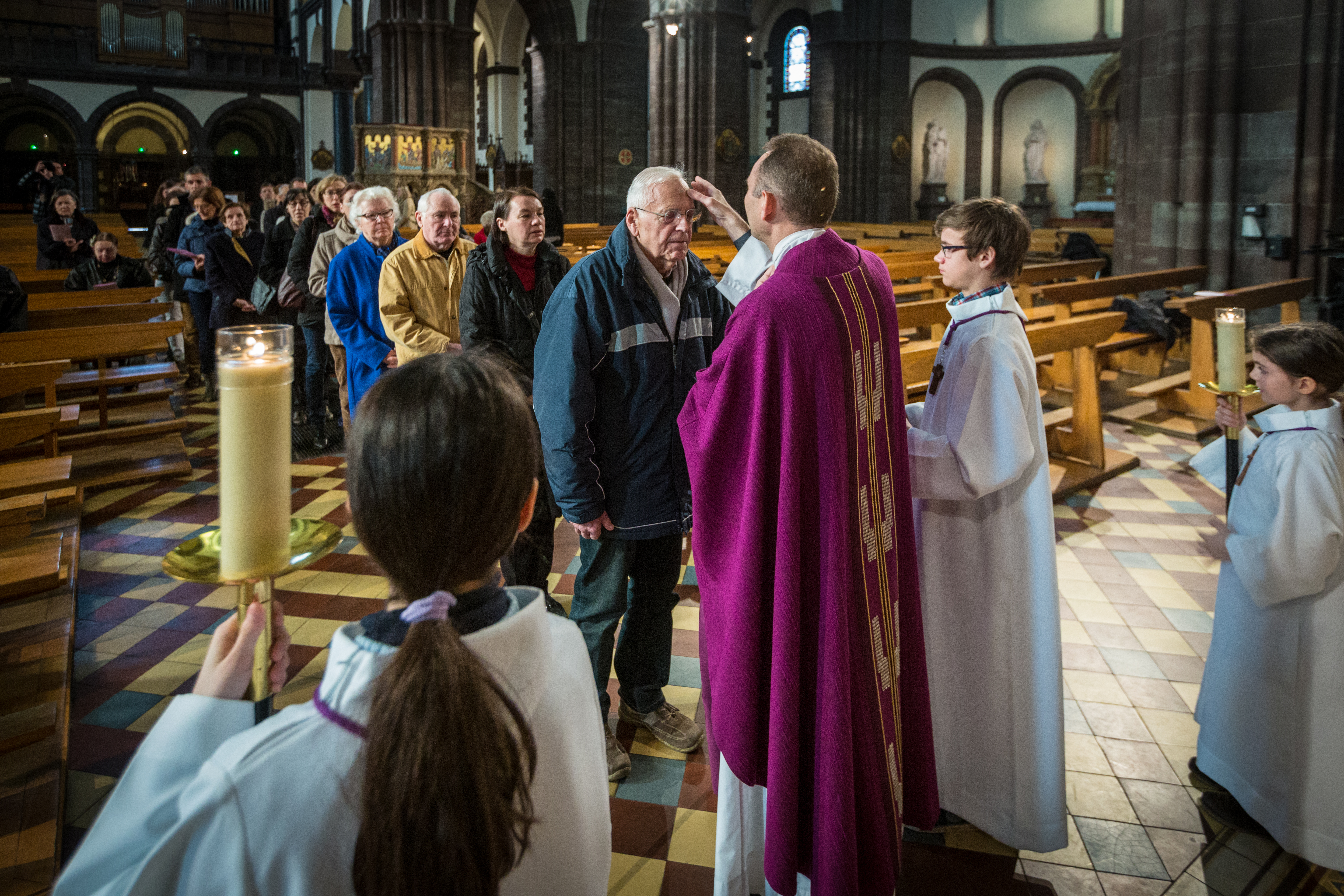
Rito de la imposición de la ceniza durante la misa de Miércoles de Ceniza, el 5 de marzo de 2014 en la iglesia de san Pedro el Joven, en Estrasburgo.

Este día, que es para los católicos día de ayuno y abstinencia, igual que el Viernes Santo, se realiza la imposición de la ceniza a los fieles que asisten a misa. Estas cenizas se elaboran a partir de la quema de los ramos del Domingo de Ramos del año anterior, y son bendecidas y colocadas sobre la cabeza de los fieles.
- Como signo de la caducidad de la condición humana;
- Como signo penitencial, ya usado desde el Antiguo Testamento, y
- Como signo de conversión, que debe ser la nota dominante durante toda la Cuaresma.[6]

La celebración de este día puede iniciarse con una procesión penitencial desde el exterior del templo, desde una capilla vecina, o por lo menos una entrada procesional del sacerdote celebrante y los ministros sagrados. Mientras ocurre esta procesión se cantan las letanías de los santos.
Una vez llegados al altar, omitiendo los ritos iniciales y el rito penitencial, el celebrante reza inmediatamente la oración colecta. En seguida se proclaman las lecturas (Joel 2, 12-18; Salmo 50, 3-6.12-14.17; 2 Corintios 5,20 - 6,2) que recuerdan el sentido de penitencia, conversión y arrepentimiento de los pecados. El evangelio, proclamado por el diácono o el sacerdote celebrante (S. Mateo 6, 1-6. 16-18), recuerda cómo debe ser la penitencia, la oración y el ayuno agradable a Dios.
Luego de la homilía, se procede a la bendición de la ceniza con una breve oración pronunciada por el sacerdote celebrante, quien asperja las vasijas que contienen la ceniza. Seguidamente, el sacerdote, que puede ser ayudado por sus ministros, realiza la imposición de la ceniza sobre los fieles. El sacerdote deja caer la ceniza en su cabeza, o bien traza una cruz de ceniza en la frente de quien la recibe, según la costumbre. Mientras lo hace, dice una de las siguientes frases extraídas de las Escrituras:
1. Convertíos y creed en el Evangelio (Mc. 1,15)
2. Acuérdate de que eres polvo y al polvo volverás (Gn. 3,19)[8]

Mientras se impone la ceniza, el coro entona el salmo 50 u otros cantos apropiados. El resto de la Misa se celebra conforme a la manera habitual.
Es costumbre (no obligatoria) dejar y no lavar la ceniza hasta que esta desaparezca por sí misma.
El 12 de enero de 2021, en el marco de la pandemia de COVID-19, la Congregación para el Culto Divino y la Disciplina de los Sacramentos, con sede en la Ciudad del Vaticano, emitió una nota con respecto a la liturgia del Miércoles de Ceniza. Contiene disposiciones relativas al uso de la mascarilla, el distanciamiento social, y la imposición de las cenizas sobre la cabeza de los fieles.

## Ayuno y abstinencia
Muchas denominaciones cristianas enfatizan el ayuno, así como la abstinencia durante la temporada de Cuaresma y, en particular, en su primer día, Miércoles de Ceniza. El  Primer Concilio de Nicea habló de la Cuaresma como un período de ayuno de cuarenta días, en preparación para la Semana Santa. En muchos lugares, los cristianos históricamente se abstuvieron de comer durante todo un día hasta la noche y, al atardecer, los cristianos occidentales tradicionalmente rompían el ayuno cuaresmal, que a menudo se conoce como el «ayuno negro» o «ayuno rápido». En India y Pakistán, muchos cristianos continúan esta práctica de ayuno hasta el atardecer del Miércoles de Ceniza y el Viernes Santo, y algunos ayunan de esta manera durante toda la temporada de Cuaresma.
En la Iglesia católica, el Miércoles de Ceniza se observa mediante el ayuno, la abstinencia de la carne y el arrepentimiento; en concreto, es un día de contemplación de las transgresiones. El Miércoles de Ceniza y el Viernes Santo, los católicos de entre 18 y 59 años pueden consumir una comida completa, junto con dos comidas más pequeñas, que juntas no deberían ser iguales a la comida completa, si su salud les permite hacerlo. Algunos católicos van más allá de las obligaciones mínimas establecidas por la Iglesia y emprenderán un ayuno completo o un ayuno de pan y agua hasta el atardecer. El Miércoles de Ceniza y el Viernes Santo también son días de abstinencia de carne —mamíferos y aves—, como todos los viernes durante la Cuaresma. Algunos católicos continúan ayunando durante la Cuaresma, como era el requisito tradicional de la Iglesia,  concluyendo solo después de la celebración de la Vigilia Pascual. Donde se observa el Rito Ambrosiano, el día de ayuno y abstinencia se pospone al primer viernes en la  Cuaresma Ambrosiana, nueve días después.
Varias parroquias luteranas enseñan a los comulgantes a ayunar el Miércoles de Ceniza, y algunos feligreses optan por seguir haciéndolo durante todo el tiempo de Cuaresma, especialmente el Viernes Santo. El Manual para la Disciplina de la Cuaresma de una congregación luterana recomienda a los fieles "Ayunar el Miércoles de Ceniza y el Viernes Santo con una sola comida sencilla durante el día, generalmente sin carne".
En la Iglesia de Inglaterra, y en gran parte de la Comunión Anglicana Mundial, los cuarenta días completos de Cuaresma se designan como días de ayuno. Los viernes se designan como días de abstinencia en el 1662 Book of Common Prayer. Libro de Oración de San Agustín, un recurso para los anglo-católicos, define "Ayuno" como "normalmente significa no más que un desayuno ligero, una comida completa y media comida, en los cuarenta días de Cuaresma. " El mismo texto define abstinencia como abstenerse de comer carne todos los viernes del año eclesiástico, excepto los de Navidad.
En la tradición metodista, Los sermones de John Wesley sobre el tema del Sermón de la Montaña subrayan la importancia del ayuno cuaresmal, que comienza el Miércoles de Ceniza. Por ello, la Iglesia Metodista Unida afirma que:

Hay una sólida base bíblica para el ayuno, particularmente durante los 40 días de Cuaresma que conducen a la celebración de la Pascua. Jesús, como parte de su preparación espiritual, fue al desierto y ayunó 40 días y 40 noches, según los Evangelios.

 La reverenda Jacqui King, ministra de la Iglesia Metodista Unida Nu Faith Community de Houston, explicó la filosofía del ayuno durante la Cuaresma como "no me estoy saltando una comida porque en lugar de esa comida, estoy cenando con Dios".
Los miembros de la Iglesia Morava pueden ayunar voluntariamente durante la temporada de Cuaresma, junto con hacer un sacrificio cuaresmal para la temporada como una forma de penitencia.

## Simbolismo y origen de la costumbre

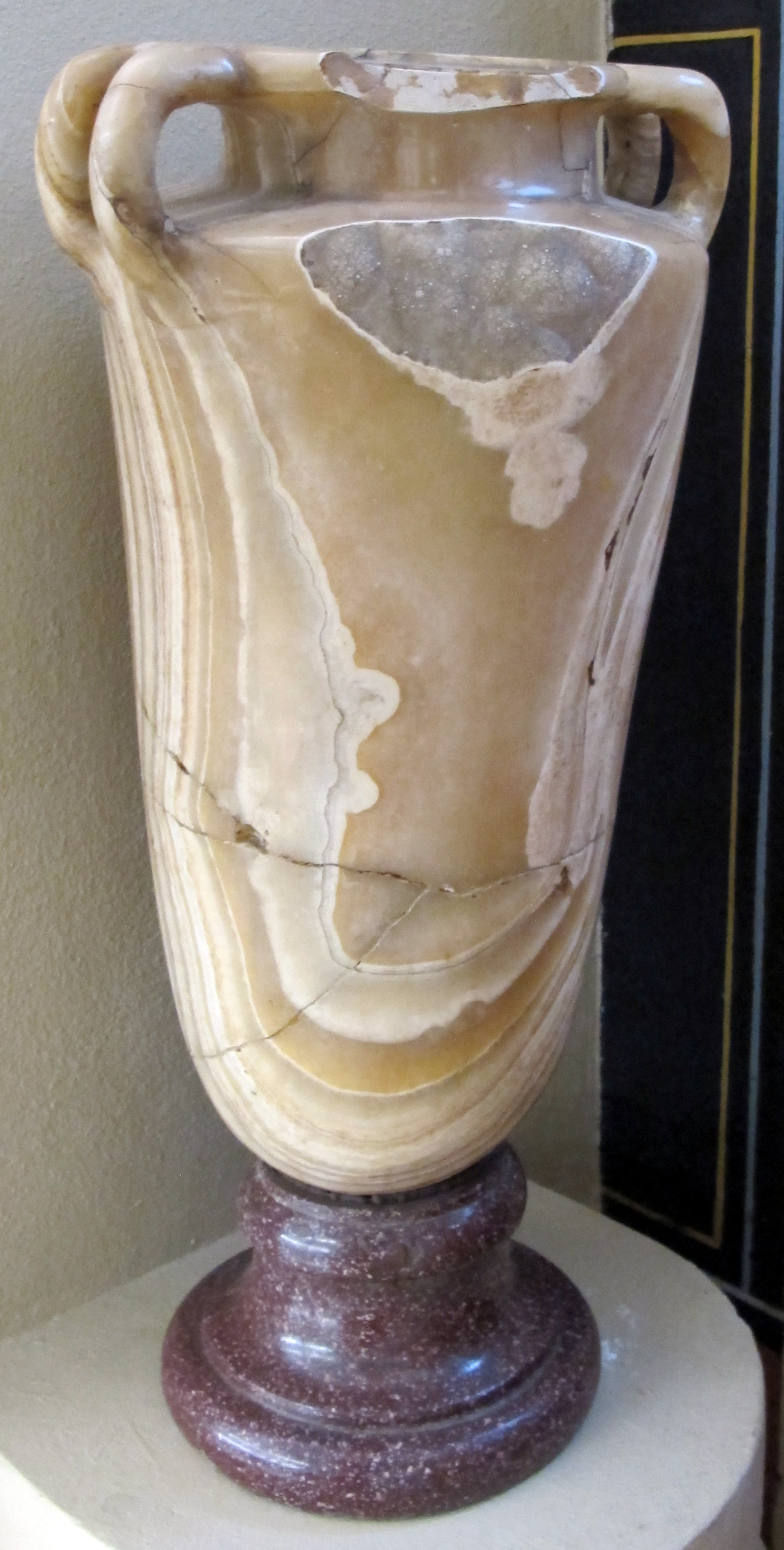
Urna cineraria romana de alabastro, datada de 90-100 d. C. La base incorporada es contemporánea. En la mayoría de las culturas, las cenizas son símbolo de la muerte y de la precariedad de la vida.

El simbolismo de la ceniza se relaciona con el hecho de ser el residuo frío y pulverulento de la combustión, lo que persiste luego de la extinción del fuego. La ceniza simboliza la muerte, la conciencia de la nada y de la vanidad de las cosas, la nulidad de las criaturas frente a su Creador, el arrepentimiento y la penitencia. De allí las palabras que Abraham pronuncia en el Génesis:

Aunque soy polvo y ceniza me atrevo a hablar a mi Señor.
Génesis 18:27

Los griegos, los egipcios, los judíos y los árabes, entre otros pueblos de Oriente Próximo, acostumbraban a cubrirse la cabeza de ceniza en señal de luto o duelo. En la Biblia es un símbolo característico de penitencia interior o duelo. Los ninivitas usaban la ceniza como gesto de arrepentimiento profundo. Los mensajeros de malas noticias solían cubrir de ceniza su cabeza.
En los primeros siglos de la Iglesia, las personas que querían recibir el sacramento de la reconciliación el Jueves Santo, se ponían ceniza en la cabeza y se presentaban ante la comunidad vestidos con un "hábito penitencial". Esto representaba su voluntad de convertirse.
En el año 384 d. C., la Cuaresma adquirió un sentido penitencial para todos los cristianos y desde el siglo XI, la Iglesia de Roma solía poner las cenizas al iniciar los cuarenta días de penitencia y conversión.
También, fue usado el período de Cuaresma para preparar a los que iban a recibir el Bautismo la noche de Pascua, imitando a Cristo con sus cuarenta días de ayuno.
La imposición de ceniza es una costumbre que recuerda a los que la practican que algún día vamos a morir y que el cuerpo se va a convertir en polvo.
A diferencia de su disciplina con respecto a los  sacramentos, la Iglesia Católica no excluye de recibir sacramentales, como la colocación de cenizas en la cabeza, a quienes no son católicos y ni siquiera bautizados. Incluso aquellos que han sido  excomulgados y, por lo tanto, tienen prohibido celebrar sacramentales, no tienen prohibido recibirlos.

## Significado bíblico de las cenizas
Las cenizas se utilizaban en la antigüedad para expresar dolor. Cuando Tamar fue violada por su hermanastro, "esparció ceniza sobre su cabeza, rasgó su manto y, con el rostro hundido entre las manos, se marchó llorando" (13:19). El gesto también se utilizaba para expresar el dolor por los pecados y las faltas. Las cenizas podían simbolizar la muerte del viejo yo pecador y su retorno al polvo. En el Job 42:5-6, Job le dice a Dios: "He oído hablar de ti con el oído, pero ahora mis ojos te ven. Por eso me aborrezco, y me arrepiento en polvo y ceniza".
El profeta Jeremías llama al arrepentimiento diciendo: "Hija de mi pueblo, cíñete de cilicio, revuélcate en la ceniza" (Jer 6,26). El profeta Daniel relató su súplica a Dios: "Me dirigí a Dios, el Señor, suplicando con oración, ayuno, cilicio y ceniza" (Daniel 9:3). Justo antes del período del Nuevo Testamento, los rebeldes que luchaban por la independencia judía, los Macabeos, se preparaban para la batalla usando ceniza: "Aquel día ayunaron y se vistieron de cilicio; esparcieron ceniza sobre sus cabezas y rasgaron sus vestidos" (1 Macabeos 3:47; véase también 4:39).
Ejemplos de la práctica entre los judíos se encuentran en varios otros libros de la Biblia, incluyendo Números 19:9, 19:17, Jonás 3:6, Libro de Ester 4:1, y Hebreos. Hebreos. Se cita a Jesús hablando de esta práctica en el Mateo Mateo y Luke 10:13: "Si en Tiro y en Sidón se hubieran hecho las maravillas que se han hecho en vosotros, hace tiempo que se habrían arrepentido (sentados) en cilicio y ceniza."

### Cenizas

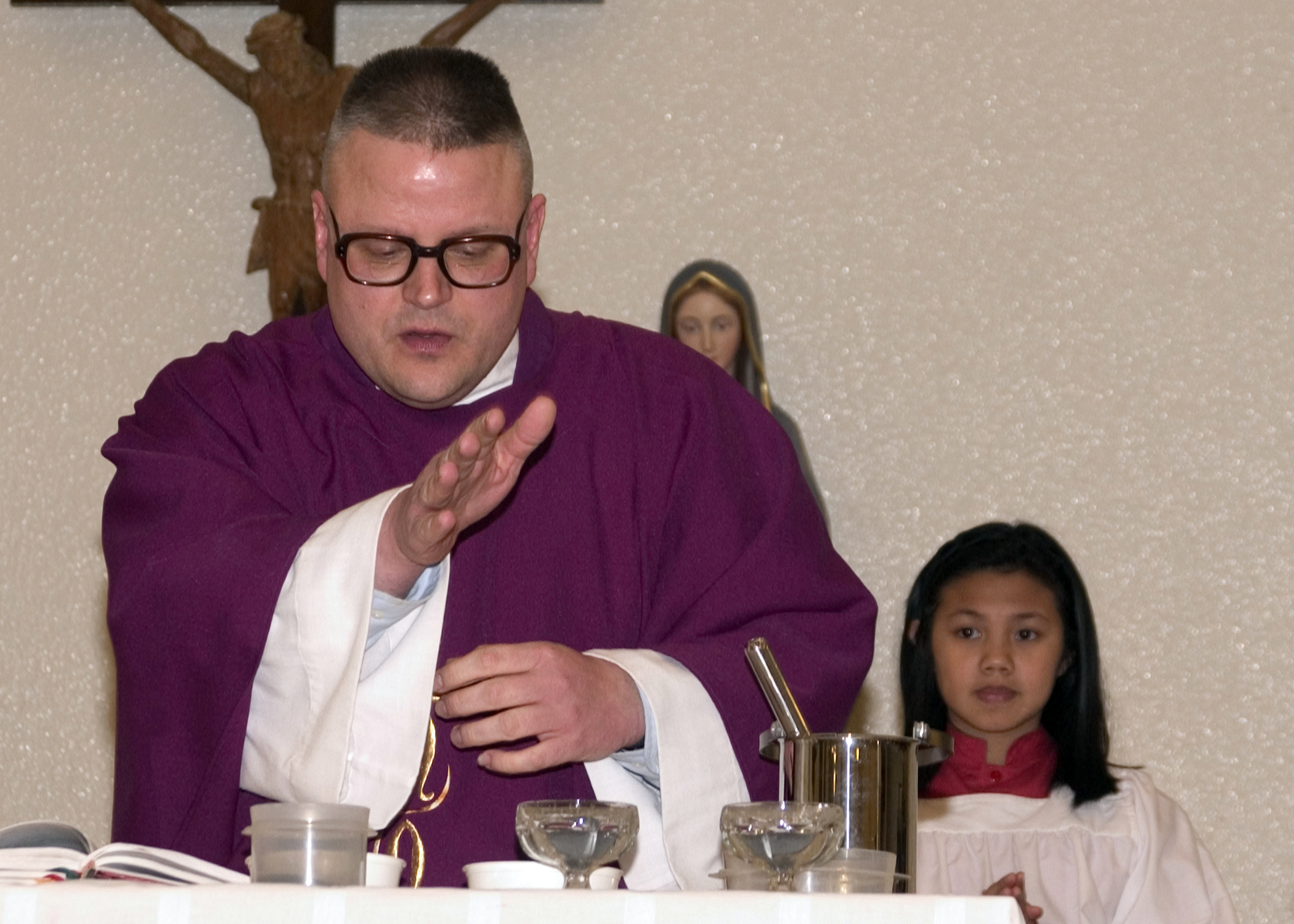
Un sacerdote bendice las cenizas

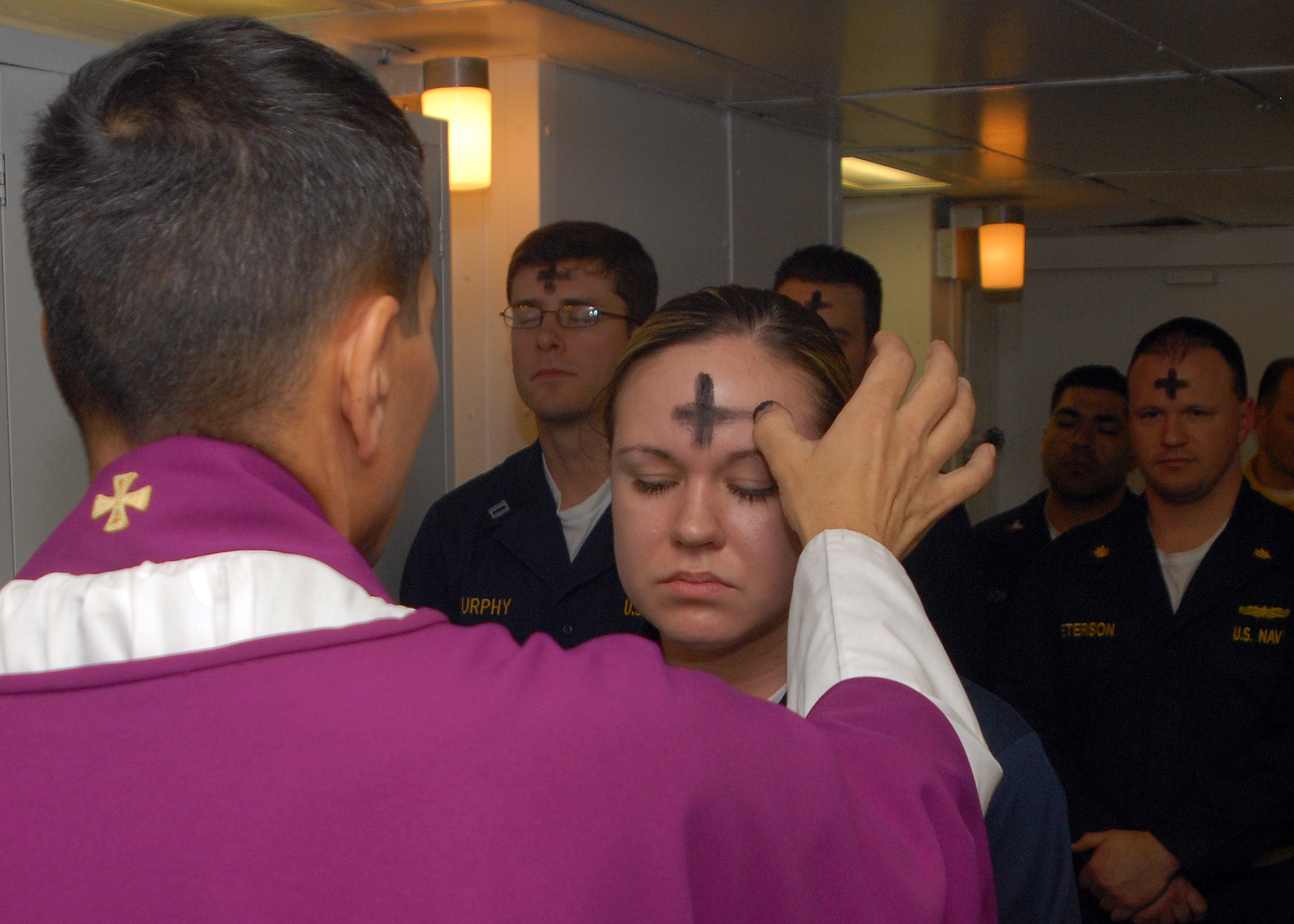
Un sacerdote marca una cruz de ceniza en la frente de un fiel, la forma predominante en países de habla inglesa.

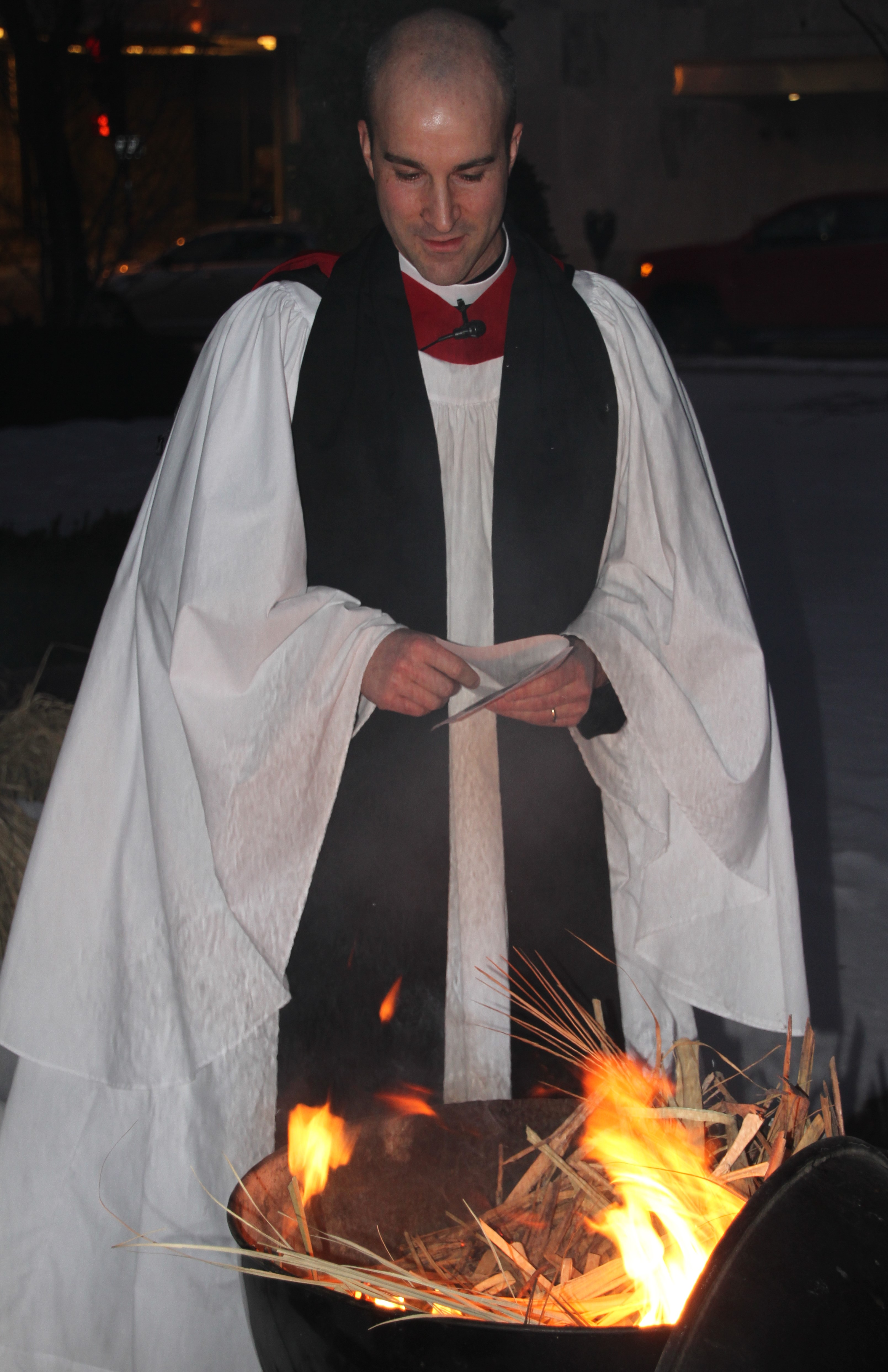
Un diácono quemando hojas de palma del Domingo de Ramos anterior para el Miércoles de Ceniza

Las cenizas se colocan ceremonialmente sobre las cabezas de los cristianos el Miércoles de Ceniza, ya sea rociándolas sobre sus cabezas o, en los países de habla inglesa, más a menudo marcándolas en sus frentes como una cruz visible. Las palabras (basadas en Génesis 3:19) utilizadas tradicionalmente para acompañar este gesto son: "Memento, homo, quia pulvis es, et in pulverem reverteris.". ("Recuerda, hombre, que polvo eres, y en polvo te convertirás"). Esta costumbre se atribuye al Papa Gregorio I el Grande (c. 540-604), aunque probablemente sea incorrecto ya que el Miércoles de Ceniza no formaba parte de la Cuaresma en su época.
En la misal de 1969 del Rito Romano, se introdujo una fórmula alternativa (basada en Marcos 1:15) y se le dio el primer lugar "Arrepentíos y creed en el Evangelio" y la fórmula antigua se tradujo como "Acuérdate de que eres polvo y al polvo volverás." La antigua fórmula, basada en las palabras dirigidas a Adán y Eva tras su pecado, recuerda a los fieles su pecaminosidad y mortalidad y, por tanto, implícitamente, su necesidad de arrepentirse a tiempo.
En la Iglesia latina se utilizan varias formas de colocar las cenizas sobre la cabeza de los fieles, las dos más comunes son utilizar las cenizas para hacer una cruz en la frente y esparcir las cenizas sobre la coronilla. Originalmente, las cenizas se esparcían sobre la cabeza de los hombres, pero, probablemente porque las mujeres llevaban la cabeza cubierta en la iglesia, se colocaban sobre la frente de las mujeres. En la Iglesia católica la forma de imponer las cenizas depende en gran medida de las costumbres locales, ya que no se ha establecido ninguna regla fija.
Aunque el relato de Ælfric de Eynsham muestra que hacia el año 1000 las cenizas se "esparcían" sobre la cabeza, la marcación de la frente es el método que prevalece actualmente en los países de habla inglesa y es el único contemplado en los Oficios ocasionales de la Iglesia Anglicana de Papúa Nueva Guinea, publicación descrita como "de carácter notablemente anglocatólico". En su ritual de "Bendición de las Cenizas", se afirma que "las cenizas son bendecidas al comienzo de la Eucaristía. Después de haber sido bendecidas se colocan en la frente del clero y del pueblo"

#### Cenizas para llevar

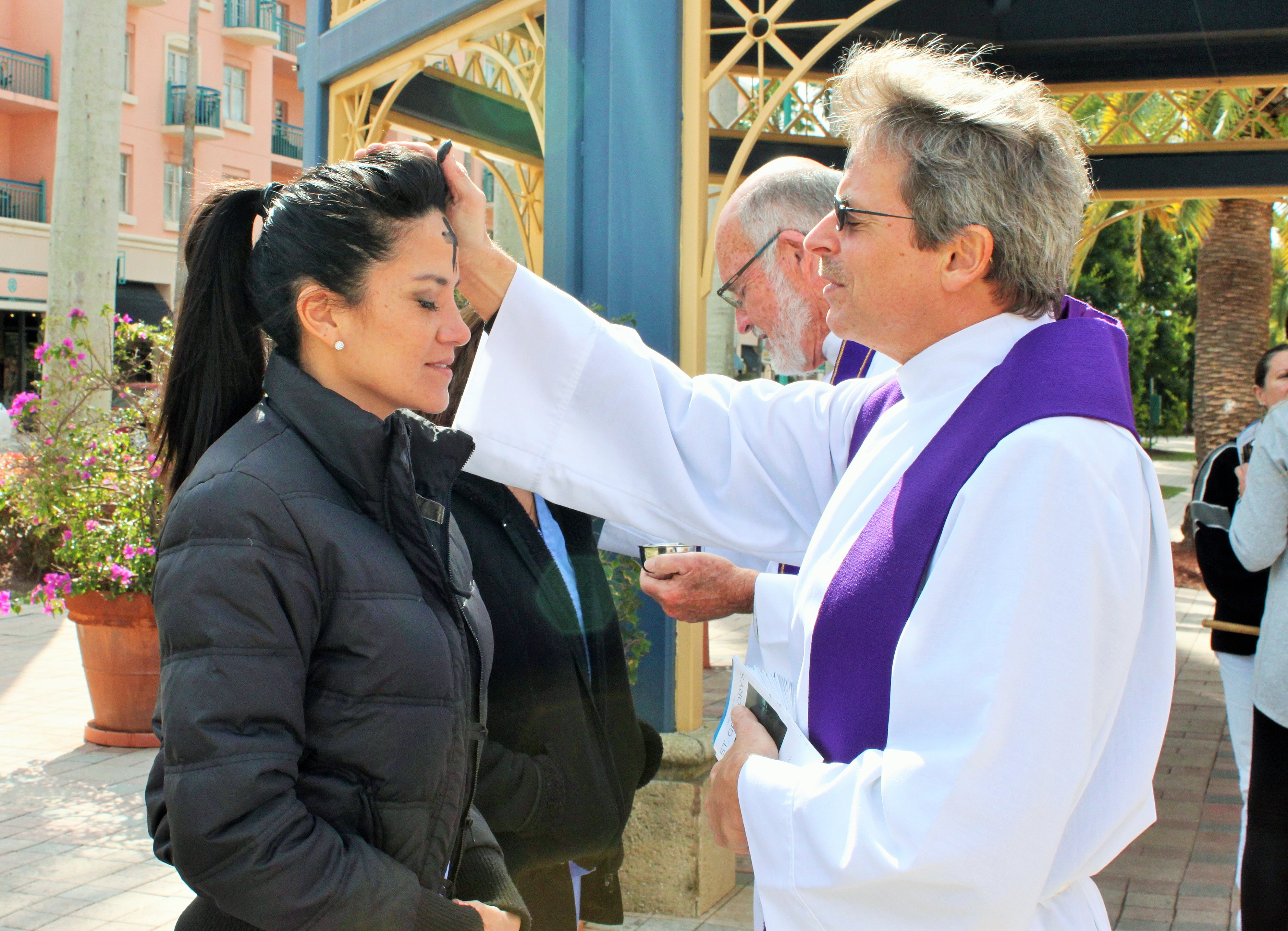
Dos sacerdotes Anglican distribuyen cenizas a los transeúntes en la ciudad estadounidense de Boca Ratón como parte del movimiento Ashes to Go

Desde 2007, algunos miembros de las principales iglesias cristianas de Estados Unidos, incluidos anglicanos, luteranos y metodistas, han participado en actividades de "Ashes to Go", en las que el clero sale de su iglesia a lugares públicos, como centros urbanos, aceras y estaciones de ferrocarriles, para distribuir cenizas a los transeúntes, incluso a personas que esperan en sus coches a que cambie un semáforo. El sacerdote anglicano Emily Mellott, de la Iglesia del Calvario de Lombard, retomó la idea y la convirtió en un movimiento, afirmando que la práctica era también un acto de evangelismo.
Anglicanos y católicos de algunas partes del Reino Unido, como Sunderland, ofrecen juntos la ofrenda de Cenizas para llevar: Marc Lyden-Smith, el sacerdote de Saint Mary's Church, declaró que el esfuerzo ecuménico es un "tremendo testimonio en nuestra ciudad, con católicos y anglicanos trabajando juntos para comenzar la temporada de Cuaresma, quizás recordando a aquellos que se han alejado de la Iglesia, o que nunca han estado antes, que la fe cristiana está viva y activa en Sunderland. " La Asociación de Estudiantes Católicos de la Kent State University, con sede en el Centro Newman de la Parroquia Universitaria, ofreció cenizas a los universitarios que pasaban por el Centro de Estudiantes de esa institución en 2012, y Douglas Clark, de la iglesia católica romana de San Mateo en Statesboro, entre otros, han participado en Ashes to Go. (Cenizas para llevar)
El Miércoles de Ceniza de 2017, el padre Paddy Mooney, sacerdote de la iglesia católica romana de San Patricio en la ciudad irlandesa de Glenamaddy, instaló una estación de Ashes to Go a través de la cual los viajeros podían conducir y recibir cenizas de su coche; la iglesia parroquial también tenía "oraciones en coche durante la Cuaresma con la gente enviando peticiones en una caja dejada en los terrenos de la iglesia sin tener que salir de su coche". El reverendo Trey Hall, pastor de la Iglesia Metodista Unida Urban Village, declaró que cuando su iglesia local ofreció la ceniza en Chicago "casi 300 personas recibieron la ceniza – incluidas dos personas que estaban esperando en su coche a que cambiara un semáforo".
En 2013, las iglesias no sólo en los Estados Unidos, sino también al menos una iglesia cada uno en el Reino Unido, Canadá y Sudáfrica, participaron en Ashes to Go. Fuera del edificio de la iglesia, la Iglesia Luterana San Esteban Mártir en Canton ofreció Cenizas para llevar para "creyentes cuyos horarios dificultan la asistencia a un servicio tradicional" en 2016. En los propios Estados Unidos participaron 34 estados y el Distrito de Columbia con al menos una iglesia. La mayoría de estas iglesias (parroquias) eran episcopales, pero también había varias iglesias metodistas, así como presbiterianas y católicas.

## Uso cristiano de la ceniza

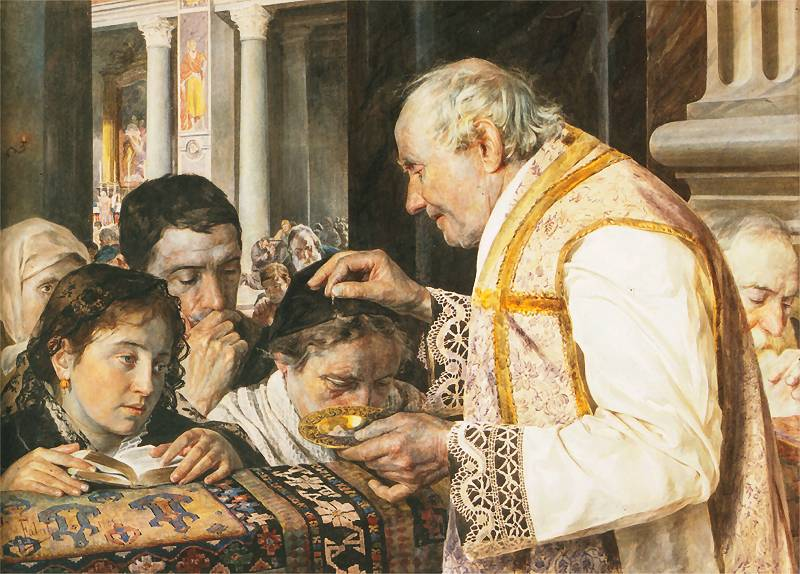
Pintura polaca de 1881 de un sacerdote católico romano esparciendo ceniza sobre las cabezas de los fieles, el método que prevalecía en Italia, Polonia, España y partes de Latinoamérica.

Los cristianos continuaron con la práctica de utilizar la ceniza como signo externo de arrepentimiento. Tertuliano (c. 160 – c. 225) decía que la confesión de los pecados debía ir acompañada de yacer en cilicio y ceniza. El historiador Eusebio de Cesarea (c. 260/265 – 339/340) relata cómo un apóstata arrepentido se cubrió de ceniza al rogar al papa Cefirino que le readmitiera en la comunión.
Los cristianos continuaron con la práctica de utilizar la ceniza como signo externo de arrepentimiento. Tertuliano (c. 160 – c. 225) decía que la confesión de los pecados debía ir acompañada de yacer en cilicio y ceniza.
John W. Fenton escribe que "a finales del siglo X, era costumbre en Europa occidental (pero aún no en Roma) que todos los fieles recibieran la ceniza el primer día del ayuno cuaresmal. En 1091, el Papa Urbano II ordenó en el concilio de Benevento que esta costumbre se extendiera a la iglesia de Roma. No mucho tiempo después, el nombre del día fue referido en los libros litúrgicos como "Feria Quarta Cinerum" (es decir, Miércoles de Ceniza)".
La penitencia pública a la que se sometían los pecadores graves antes de ser admitidos a la Sagrada Comunión justo antes de la Pascua duraba toda la Cuaresma, en cuyo primer día eran rociados con ceniza y vestidos con cilicio. Cuando, hacia el final del primer milenio, se abandonó la disciplina de la penitencia pública, el comienzo de la Cuaresma, considerada como una estación penitencial general, se marcaba con la aspersión de ceniza sobre las cabezas de todos. Esta práctica se encuentra en el Sacramentario Gregoriano de finales del siglo VIII. Unos dos siglos más tarde, Ælfric de Eynsham, un abad anglosajón, escribió sobre el rito de esparcir ceniza sobre las cabezas al comienzo de la Cuaresma.

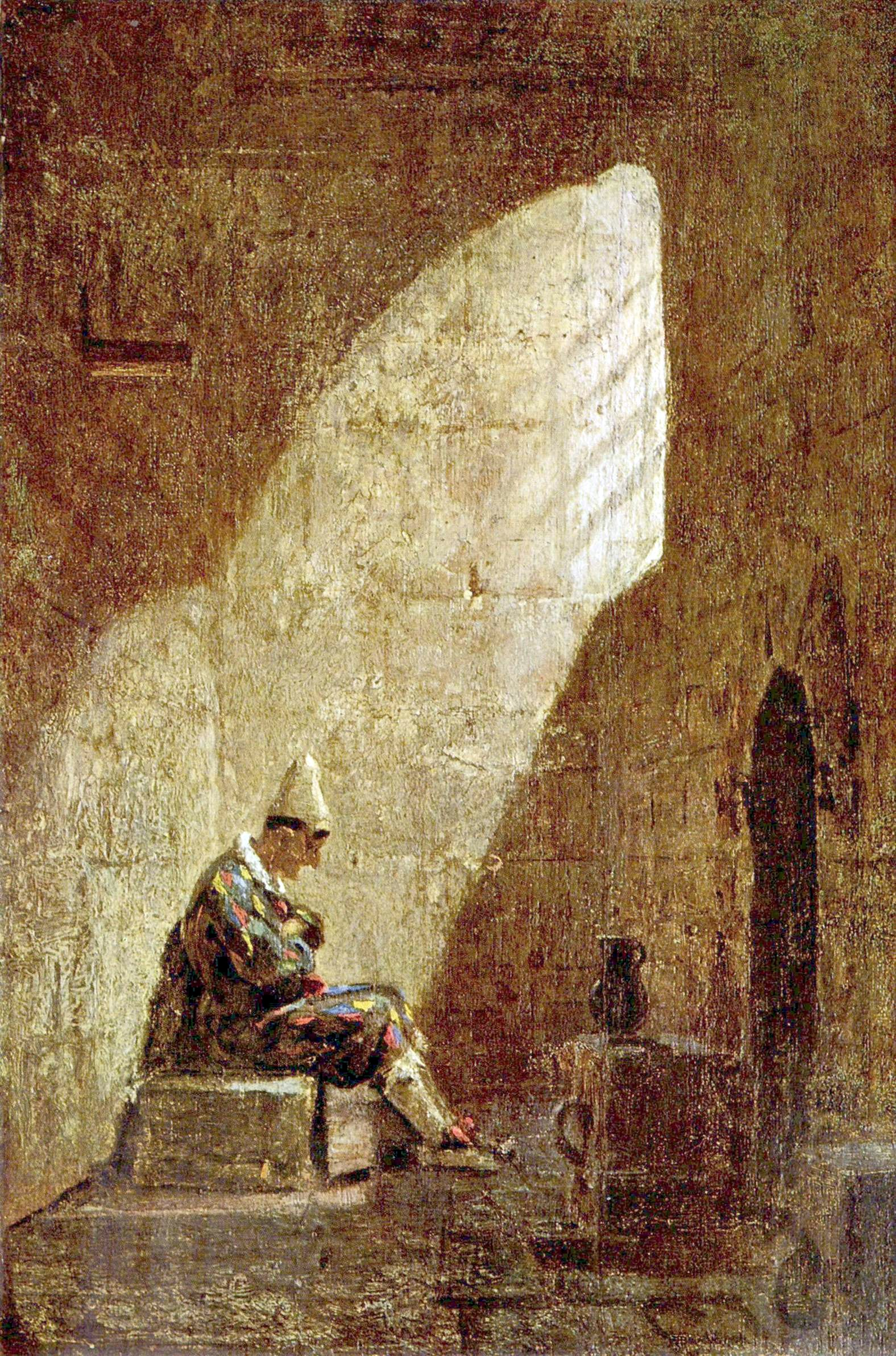
Miércoles de Ceniza por Carl Spitzweg: el final del Carnaval

El artículo sobre el Miércoles de Ceniza en la  Encyclopædia Britannica Undécima Edición afirma que, tras la Reforma protestante, la ceremonia de la ceniza no se prohibió en la Iglesia de Inglaterra; el erudito litúrgico Blair Meeks señala que las denominaciones luterana y anglicana "nunca dejaron de observar esta costumbre". Incluso fue prescrito bajo el rey Henry VIII en 1538 y bajo el rey Edward VI en 1550, pero cayó en desuso en muchas áreas después de 1600. En 1536, los Diez Artículos emitidos por autoridad de Enrique VIII elogiaban "la observancia de varios ritos y ceremonias como buenos y loables, tales como los ornamentos clericales, la aspersión de agua bendita, llevar velas el día de la Candelaria, dar cenizas el Miércoles de Ceniza".
Tras la muerte de Enrique en enero de 1547, Thomas Cranmer, en el mismo año, "obtuvo una orden del Consejo para prohibir llevar velas el día de la Candelaria, y el uso de cenizas el Miércoles de Ceniza, y de palmas el Domingo de Ramos, como ceremonias supersticiosas", una orden que se emitió sólo para la provincia eclesiástica de Canterbury, de la que Cranmer era arzobispo. The Church Cyclopædia afirma que la "oficina inglesa había adaptado el muy antiguo Salisbury service para el Miércoles de Ceniza, prologándolo con un discurso y un recital de las maldiciones del Monte Ebal, y luego con una exhortación utiliza el servicio más antiguo casi tal como estaba. "
El nuevo Oficio de Conminación no tenía bendición de cenizas y por lo tanto, en Inglaterra en su conjunto, "poco después de la Reforma, el uso de cenizas fue descontinuado como un 'espectáculo vano' y el Miércoles de Ceniza se convirtió entonces sólo en un día de marcada solemnidad, con un recuerdo de su carácter original en una lectura de las maldiciones denunciadas contra los pecadores impenitentes". La Iglesia Episcopal Protestante de los Estados Unidos de América, en el siglo XIX, observaba el Miércoles de Ceniza: "como un día de ayuno y humillación, en el que debemos confesar públicamente nuestros pecados, implorar mansamente la misericordia y el perdón de Dios, e interceder humildemente para que continúe su favor". En el siglo XX, el Libro de Oración Común proporcionaba oraciones para la imposición de la ceniza.
Monte Canfield y Blair Meeks afirman que tras la Reforma Protestante, luteranos y anglicanos mantuvieron el rito de bendecir y repartir ceniza a los fieles el Miércoles de Ceniza, y que las confesiones protestantes que no lo mantuvieron, como los metodistas, fomentaron su uso "durante y después de la era ecuménica que desembocó en las proclamaciones del Vaticano II". Jack Kingsbury y Russell F. Anderson afirman igualmente que la práctica continuó entre algunos luteranos y anglicanos.
Como parte del reavivamiento litúrgico impulsado por el movimiento ecuménico, se fomentó esta práctica en las iglesias protestantes, incluida la Methodist. También lo han adoptado las iglesias anabaptistas y reformadas y algunas denominaciones denominaciones menos litúrgicas.
La Iglesias Ortodoxas Orientales generalmente no observan el Miércoles de Ceniza, aunque en los últimos tiempos, la creación del Vicariato Antioqueno de Rito Occidental ha llevado a la observancia del Miércoles de Ceniza entre las parroquias de la Ortodoxia de rito occidental.En esta tradición, las cenizas "pueden distribuirse fuera de la misa o de cualquier servicio litúrgico" aunque "comúnmente los fieles reciben sus cenizas inmediatamente antes de la misa del Miércoles de Ceniza".En la Ortodoxia, históricamente, "los pecadores públicos serios de Oriente también se ponían cilicio, incluidos aquellos que hacían del Gran Ayuno un tema importante de toda su vida, como los ermitaños y los moradores del desierto". Católicos de rito bizantino, aunque en Estados Unidos utilizan "el mismo calendario gregoriano que el rito católico romano", no practican la distribución de cenizas ya que "no forma parte de su antigua tradición".
En el Rito ambrosiano, la ceniza se bendice y se coloca sobre la cabeza de los fieles no el día que en otros lugares se llama Miércoles de Ceniza, sino al final de la misa del domingo siguiente, que en ese rito inaugura la Cuaresma, comenzando tradicionalmente el ayuno el lunes, primer día laborable de la Cuaresma Ambrosiana.

## Observaciones de las distintas confesiones
El Miércoles de Ceniza es observado por la religión cristiana occidental. Sin embargo, aunque la mayoría de los católicos de ritos latinos lo hacen, no todos los creyentes observan el Miércoles de Ceniza. Las Iglesias católicas orientales, por ejemplo, que no cuentan la Semana Santa como parte de la Cuaresma, inician la temporada de penitencia el «Lunes Limpio», el lunes antes del Miércoles de Ceniza, y los católicos que siguen el Rito Ambrosiano, por su parte, lo comienzan el primer domingo de Cuaresma. Las cenizas se bendicen y se distribuyen ceremoniosamente al principio de la Cuaresma en la Iglesia Latina, en la Iglesia Católica Maronita y la Iglesia Católica Siro-Malabar. En el Rito Ambrosiano, esto se hace al final de la misa dominical o al día siguiente, junto con ciertos Protestantes como Luteranos, Anglicanos, algunas Iglesias reformadas, Baptistas, Nazarenos, Metodistas,  Evangélicos y Menonitas.

## Fechas del Miércoles de Ceniza

El Miércoles de Ceniza y otros días con nombre y rango alrededor de la Cuaresma y la Pascua en el cristianismo occidental, con los días de ayuno de la Cuaresma numerados

- 2000 - 8 de marzo
- 2001 - 28 de febrero
- 2002 - 13 de febrero
- 2003 - 5 de marzo
- 2004 - 25 de febrero
- 2005 - 9 de febrero
- 2006 - 1 de marzo
- 2007 - 21 de febrero
- 2008 - 6 de febrero
- 2009 - 25 de febrero
- 2010 - 17 de febrero
- 2011 - 9 de marzo
- 2012 - 22 de febrero
- 2013 - 13 de febrero
- 2014 - 5 de marzo
- 2015 - 18 de febrero
- 2016 - 10 de febrero
- 2017 - 1 de marzo
- 2018 - 14 de febrero
- 2019 - 6 de marzo
- 2020 - 26 de febrero
- 2021 - 17 de febrero
- 2022 - 2 de marzo
- 2023 - 22 de febrero
- 2024 - 14 de febrero
- 2025 - 5 de marzo
- 2026 - 18 de febrero
- 2027 - 10 de febrero
- 2028 - 1 de marzo
- 2029 - 14 de febrero
- 2030 - 6 de marzo
- 2031 - 26 de febrero
- 2032 - 11 de febrero

## Galería

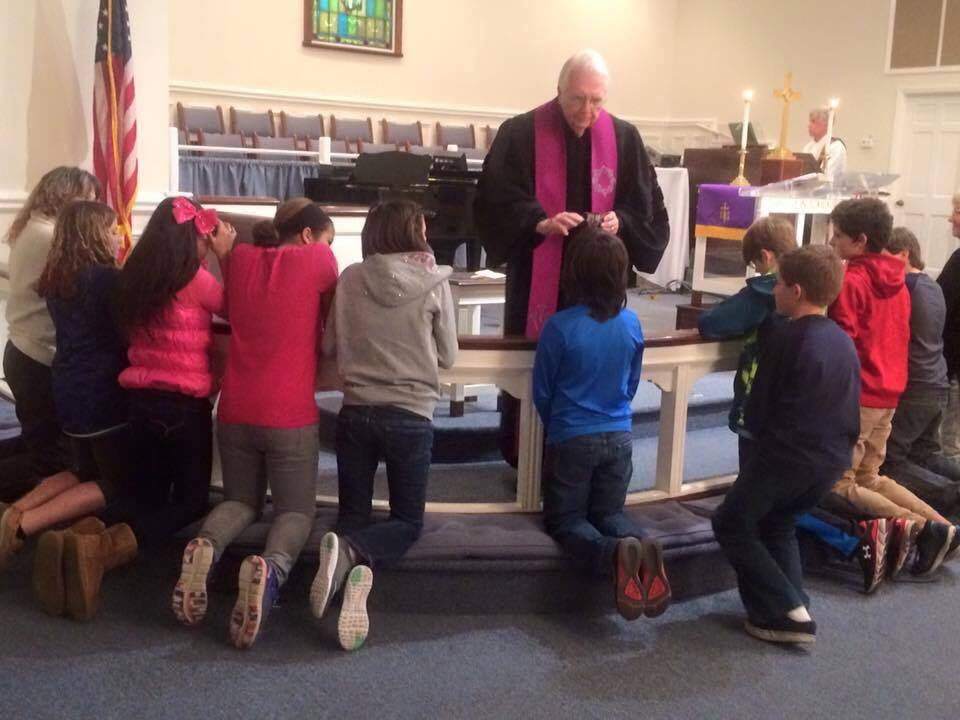
Un ministro metodista que distribuye cenizas a los confirmados arrodillado en los carriles del presbiterio el Miércoles de Ceniza en 2016
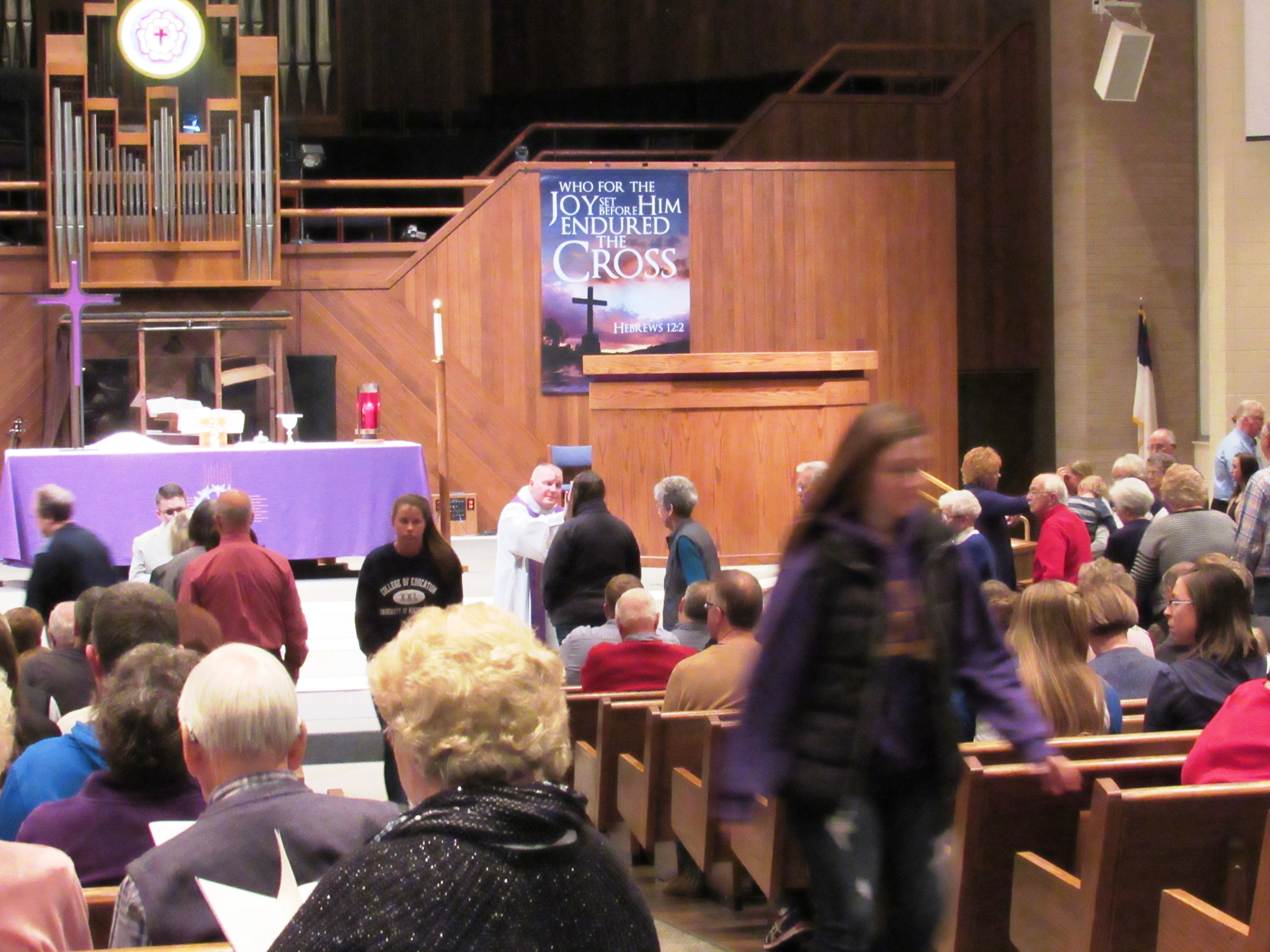
Un clérigo luterano distribuye cenizas durante la Santa Misa en la Iglesia Evangélica Luterana de Nazaret en Cedar Falls, Iowa, el Miércoles de Ceniza (2017)